# Região Geográfica Imediata de Poços de Caldas
A Região Geográfica Imediata de Poços de Caldas é uma das 70 regiões geográficas imediatas do Estado de Minas Gerais, uma das cinco regiões geográficas imediatas que compõem a Região Geográfica Intermediária de Pouso Alegre e uma das 509 regiões geográficas imediatas do Brasil, criadas pelo IBGE em 2017.

## Municípios
É composta por 8 municípios. 
- Andradas
- Bandeira do Sul
- Botelhos
- Caldas
- Campestre
- Ibitiúra de Minas
- Poços de Caldas
- Santa Rita de Caldas

## Estatísticas
Tem uma população estimada pelo IBGE para 1.º de julho de 2017 de 275 496 habitantes e área total de 3 258,005 km².